# Cremino (gelato)
Il cremino è stato il primo gelato prodotto dall'azienda alimentare italiana Algida.

## Descrizione
È un gelato alla crema di latte con copertura al cacao magro su bastoncino di legno.
È disponibile in confezioni singole da 42 grammi l'uno, o in confezioni multiple da otto.